# Condado de Wood (Virginia Occidental)
El condado de Wood (en inglés: Wood County), fundado en 1798, es uno de los 55 condados del estado estadounidense de Virginia Occidental. En el año 2000 tenía una población de 87.986 habitantes con una densidad poblacional de 92.51 personas por km². La sede del condado es Parkersburg.

## Geografía
Según la Oficina del Censo, el condado tiene un área total de 976 km² (376,8 mi²), de la cual 951 km² (367,2 mi²) es tierra y 26 km² (10,0 mi²) (2.56%) es agua.

### Condados adyacentes
- Condado de Washington - norte
- Condado de Pleasants - noreste
- Condado de Ritchie - este
- Condado de Wirt - sureste
- Condado de Jackson - sur
- Condado de Meigs - suroeste
- Condado de Athens - oeste

### Carreteras
| - Interestatal 77 - U.S. Highway 50 - Ruta de Virginia Occidental 2 - Ruta de Virginia Occidental 14 | - Ruta de Virginia Occidental 31 - Ruta de Virginia Occidental 47 - Ruta de Virginia Occidental 68 - Ruta de Virginia Occidental 95 |

## Demografía
En el 2000 la renta per cápita promedia del condado era de $33,285, y el ingreso promedio para una familia era de $40,436. En 2000 los hombres tenían un ingreso per cápita de $34,899 versus $22,109 para las mujeres. El ingreso per cápita para el condado era de $18,073. Alrededor del 13.90% de la población estaba bajo el umbral de pobreza nacional.

## Ciudades y pueblos
- North Hills
- Parkersburg
- Vienna
- Williamstown

### Comunidades no incorporadas
- Belleville
- Blennerhassett
- Boaz
- Bonnivale
- Cedar Grove
- Central
- Dallison
- Davisville
- Deerwalk
- Fort Neal
- Kanawha
- Lubeck
- Mineralwells
- New England
- Pettyville
- Rockport
- Slate
- Volcano
- Walker
- Washington
- Waverly